# Jean Tordeur
Jean Tordeur, né le 5 septembre 1920 à Schaerbeek et décédé le 27 janvier 2010 à Tournai, est un écrivain belge d'expression francophone. Il était le critique culturel du journal quotidien Le Soir.

## Biographie
Jean Tordeur  fait une partie de ses études chez les bénédictins de l’abbaye Saint-André, à proximité de Bruges. En 1940, il publie son premier recueil de poésies, Éveil.
Il est féru de métaphysique, grand amateur des penseurs de Blaise Pascal et de T.S. Eliot, trouve progressivement son style s'écartant d’une éloquence un peu convenue. Sa gamme d'expression s’élargit, s’approfondit, se nuance. Il publie plusieurs recueils où se précise sa démarche poétique :
- Prière de l’attente en 1947 ;
- La corde 1949 ;
- Le vif en 1955.

En 1964, Son livre Conservateur des charges publié chez Pierre Seghers est couronné par le Prix triennal de poésie.
Parallèlement, il se lance dans le journalisme à partir de 1945 et y exercera ses talents littéraires pendant presque quarante ans. En 1956, il entre au journal Le Soir. Il y crée et dirige le service des informations culturelles où il rédige des chroniques littéraires. Il lance également le Magazine des Arts et du Divertissement :
Il se fait également analyste dans des essais sur les textes de T.S. Eliot, Norge ou Suzanne Lilar. Il est élu à l'Académie royale de langue et de littérature françaises de Belgique en mars 1974, succédant à son ami Roger Bodart au fauteuil 22. Il en deviendra Secrétaire perpétuel de 1989 à 1995.

## Travaux
- Conservateur des charges et autres poèmes, Clepsydre, Éditions de la Différence (Prix triennal de poésie 1964)
- Préface de À la recherche d'une enfance de Suzanne Lilar, 1979, Bruxelles, Éditions Jacques Antoine
- Introduction au Journal de l'analogiste de Suzanne Lilar, 1979, Paris, Bernard Grasset  (ISBN 2-246-00731-3)
- Préface de Écrit à Léglise de Maurice Grevisse, 1984, Neufchâteau, Lions club de Neufchâteau
- Préface de Faux passeports de Charles Plisnier, 1984, Bruxelles, Éditions Jacques Antoine  (ISBN 2-87132-000-4)
- Portrait de l'auteur, Poèmes choisis de Jean Mogin, 1995, Bruxelles, Académie royale de langue et de littérature françaises  (ISBN 2-8032-0013-9)
- Préface de Trois-quarts de siècle de lettres françaises en Belgique de Jacques Detemmerman et Jean Lacroix, 1995, avant-propos de Jean Tordeur, Brussel, Bibliothèque royale Albert Ier
- Préface de le multiple de Jules Destrée, Bruxelles, 1996, Académie royale de langue et de littérature françaises  (ISBN 2-8032-0016-3)
- L'air des lettres, 2000, Bruxelles, Académie royale de langue et de littérature françaises (préface de Jacques De Decker)  (ISBN 2-8032-0035-X)
- Norge de tout jour, 2001, Tournai, La Renaissance du livre
- Préface de Poésie de Roger Cantraine, 2002, Leuze, Éditions de l'Acanthe  (ISBN 2-930219-62-9)
- La Table d'écriture, prises de parole, textes réunis, présentés et annotés par Marie-Ange Bernard, 2009, Bruxelles, Le Cri et Académie royale de langue et de littérature françaises de Belgique  (ISBN 978-2-8710-6515-9)

## Distinctions
- Prix Polak en 1950 pour le recueil de poésies « La corde ».
- Prix triennal de poésie en 1964 pour son recueil de poésies « Conservateur des charges ».
- Grand officier de l'ordre de Léopold (Belgique)[1].
- Officier de la Légion d'honneur[1](France).
- Officier de l'ordre national du Mérite (France)[1].